# 오대환
오대환(1979년 7월 5일 ~ )은 대한민국의 배우이다.

## 학력
- 천안성정초등학교 (졸업)
- 천안고등학교 (졸업)
- 한국예술종합학교 (졸업)

## 출연 작품

### 영화
- 《소방관》 (2024년) - 효종 역
- 《베테랑 2》 (2024년) - 왕동현 역 (천만영화, 광수대 강력2팀 형사)
- 《목스박》 (2024년) - 경철 역
- 《더 와일드: 야수들의 전쟁》 (2023년) - 도식 역
- 《악마들》 (2023년) - 최재환/차진혁 역
- 《컴백홈》 (2022년) - 택규 역
- 《강릉》 (2021년) - 김형근 역
- 《미션 파서블》 (2021년) - 전훈 역
- 《다만 악에서 구하소서》 (2020년) - 한종수 역
- 《변신》 (2019년) - 앞집 남자 역
- 《돈》 (2019년) - 홍 부장 역
- 《안시성》 (2018년) - 활보 역
- 《희생부활자》 (2017년) - 고 형사 역
- 《브이아이피》 (2017년) - 김 형사 역
- 《더 킹》 (2017년) - 송백호 역
- 《4등》 (2016년) - 레슬링 코치 역
- 《어떤 질투》 (2015년)
- 《오피스》 (2015년) - 정재일 역
- 《베테랑》 (2015년) - 왕동현 역[3] (광수대 강력2팀 형사, 첫 천만영화)
- 《차이나타운》 (2015년) - 덩치남 역
- 《살인의뢰》 (2015년) - 칼치 역
- 《비치하트애솔》 (2015년) - 배달 1 역
- 《트리오》 (2014년)
- 《춘하추동 로맨스》 (2014년)
- 《고스톱 살인》 (2014년) - 김무식 역
- 《또 하나의 약속》 (2014년) - 고기자 역
- 《감기》 (2013년)
- 《스파이》 (2013년) - 사회자 역
- 《몽타주》 (2013년) - 용식 역
- 《환상속의 그대》 (2013년) - 기옥 선배 역
- 《핫썸머 바캉스》 (2012년)
- 《부러진 화살》 (2012년) - 김인식 역
- 《정직의 대가》 (2011년)
- 《구천리 마을잔치》 (2011년) - 형근 역
- 《듀오》 (2011년)
- 《그녀는 위대하지 않다: 지혜우화》 (2011년) - 준환 역
- 《카운트다운》 (2011년) - 편의점 주인 역
- 《블라인드》 (2011년) - 형사 3 역
- 《모비딕》 (2011년) - 발암교 덩치 역
- 《더 브라스 퀸텟》 (2010년)
- 《파주》 (2009년) - 보험 조사관 역
- 《마린 보이》 (2009년) - 이 코치 역
- 《새끼 여우》 (2007년)
- 《기린과 아프리카주연》 (2007년) - 수학선생님 역
- 《아버지 어금니 꽉 깨무세요》 (2005년) - 아들 무배 역
- 《내추럴 보이즈》 (2005년)
- 《트라이앵글 메모리즈》 (2004년)
- 《가장 시원하게》 (2004년) - 떡대 2 역
- 《신부수업》 (2004년) - 신학생 6 역

### 드라마
- 《금쪽같은 내 스타》 (2025년, ENA) - 강두원 역
- 《서초동》 (2025년, tvN) - 금성반점 사장 역 (특별출연)
- 《살롱 드 홈즈》 (2025년, ENA) - 노강식 역
- 《신병 시즌3》 (2025년, ENA) - 조백호 역
- 《트리거》 (2025년, Disney+) - 장학의 역
- 《옥씨부인전》 (2024년, JTBC) - 도끼 역
- 《Mr. 플랑크톤》 (2024년, Netflix) - 왕칠성 역
- 《정년이》 (2024년, tvN) - 창호 역
- 《형사록》 (2022년, Disney+) - 마상구 역
- 《일당백집사》 (2022년, MBC) - 미카엘 역
- 《조선 정신과 의사 유세풍》 (2022년, tvN) - 내의원 의원 역 (특별출연)
- 《아다마스》 (2022년, tvN) - 이준경 역
- 《옷소매 붉은 끝동》 (2021년~2022년, MBC) - 강태호 역
- 《한 번 다녀왔습니다》 (2020년, KBS2) - 송준선 역
- 《유령을 잡아라》 (2019년, tvN) - 김원태 역
- 《특별근로감독관 조장풍》 (2019년, MBC) - 구대길 역
- 《나인룸》 (2018년, tvN) - 오봉삼 역
- 《라이프 온 마스》 (2018년, OCN) - 이용기 역
- 《손 꼭 잡고, 지는 석양을 바라보자》 (2018년, MBC) - 라이언 킴 역
- 《리턴》 (2018년, SBS) - 김정수 역
- 《매드 독》 (2017년, KBS2) - 안치훈 역
- 《명불허전》 (2017년, tvN) - 두칠 역
- 《자체발광 오피스》 (2017년, MBC) - 이용재 역
- 《피고인》 (2017년, SBS) - 천필재 (뭉치) 역
- 《안투라지》 (2016년, tvN) - 양만호 감독 역
- 《드라마 스페셜 - 국시집 여자》 (2016년, KBS2) - 상규 역
- 《쇼핑왕 루이》 (2016년, MBC) - 조인성 역
- 《38사기동대》 (2016년, OCN) - 마진석 역
- 《동네의 영웅》 (2016년, OCN) - 강문수 역
- 《결혼계약》 (2016년, MBC) - 사채업자 역
- 《돌아와요 아저씨》 (2016년, SBS) - 나석철 역
- 《너를 노린다》 (2015년, SBS) - 임철호 형사 역
- 《신분을 숨겨라》 (2015년, tvN) - 이무성 역
- 《여왕의 꽃》 (2015년, MBC) - 마창수 역
- 《떴다! 패밀리》 (2015년, SBS) - 변호사 역
- 《빅맨》 (2014년, KBS2) - 형사 역
- 《제왕의 딸 수백향》 (2013년, MBC)
- 《구암 허준》 (2013년, MBC) - 장쇠 역
- 《프로포즈 대작전》 (2012년, TV조선)
- 《노란 복수초》 (2012년, tvN)
- 《부탁해요 캡틴》 (2012년, SBS) - 기내에서 맥주 마시는 승객 역
- 《MBC 일요 드라마 극장 - 도시락》 (2010년, MBC) - 병규 역
- 《로드 넘버원》 (2010년, MBC) - 박문호 역

### 예능
- 《신발 벗고 돌싱포맨》 (2023년, SBS)
- 《꼬리에 꼬리를 무는 그날 이야기》 (2022년, SBS)
- 《백패커》 (2022년, tvN)
- 《황금어장 라디오스타》 (2022년, MBC)
- 《손현주의 간이역》 (2021년, MBC)
- 《황금어장 라디오스타》 (2021년, MBC)
- 《전지적 참견 시점》 (2019년, MBC)
- 《시골경찰 4》 (2018년, MBC Every1)
- 《시골경찰 3》 (2018년, MBC Every1)
- 《시골경찰 2》 (2017년, MBC Every1)
- 《술로라이프》 (2017년, SKYTV)
- 《시골경찰》 (2017년, MBC Every1)

## 수상 및 후보
| 연도 | 시상식                       | 부문                       | 작품                           | 결과 |
| ---- | ---------------------------- | -------------------------- | ------------------------------ | ---- |
| 2011 | 제10회 미장센 단편영화제     | 연기부문 심사위원 특별상   | 그녀는 위대하지 않다: 지혜우화 | 수상 |
| 2017 | SBS 연기대상                 | 남자 조연상                | 피고인                         | 후보 |
| 2018 | 제23회 춘사영화제            | 라쉬반 특별인기상          |                                | 수상 |
| 2018 | 제26회 대한민국 문화연예대상 | 영화부문 남자 조연상       | 안시성                         | 수상 |
| 2018 | SBS 연기대상                 | 남자 조연상                | 리턴                           | 후보 |
| 2019 | 제27회 대한민국 문화연예대상 | 영화부문 남자 우수연기상   | 돈                             | 수상 |
| 2019 | MBC 방송연예대상             | 남자 신인상                | 전지적 참견 시점               | 후보 |
| 2019 | MBC 연기대상                 | 월화/특별기획 조연상       | 특별근로감독관 조장풍          | 수상 |
| 2020 | KBS 연기대상                 | 장편드라마부문 남자 조연상 | 한 번 다녀왔습니다             | 수상 |
| 2021 | MBC 연기대상                 | 남자 조연상                | 옷소매 붉은 끝동               | 후보 |